# Michel Panaretos
Michel Panaretos (en grec : Μιχαήλ Πανάρετος; vers 1320 – vers 1390) est un haut-fonctionnaire de l’Empire de Trébizonde et un historien grec. Sa seule œuvre connue est une Chronique de l’Empire de Trébizonde couvrant le règne d’Alexis Ier de Trébizonde et de ses successeurs (1204 à 1426). Cette chronique nous apporte non seulement des informations chronologiques importantes sur cet empire successeur de l’Empire byzantin, mais également sur les débuts de l’Empire ottoman tel que vue d’une perspective byzantine. Perdue pendant des siècles, elle fut découverte par l’historien Jakob Philipp Fallmerayer au XIXe siècle parmi les manuscrits de la Biblioteca Marciana de Venise.

## Biographie
Nous ne savons pratiquement rien d’autre concernant Michel Panaretos que ce qu’il nous dit de lui-même dans sa chronique, à savoir qu’il était protosebastos et protonotarios au service d’Alexis III de Trébizonde. Sa première apparition dans le texte date de 1351 lorsqu’il note qu’il se porta avec la mère de l’empereur Alexis III, Irène de Trébizonde, à Limnia, contre le rebelle Constantin Doranitès.  Il ne mentionne pas quelle était exactement sa position à cette époque et l’entrée suivante où il parle de lui ne vient qu’après la guerre civile à Trébizonde alors qu’il était avec l’empereur Alexis III lors de l’attaque désastreuse contre Cheriana (Şiran en Turquie) où il faillit perdre la vie.
Par la suite, s’il fait allusion à lui-même c’est en utilisant la première personne du pluriel en citant des évènements dans les annales. Ce n’est que dans une entrée datée d’avril 1363 qu’il réfère nommément à lui-même alors qu’il faisait partie d’une ambassade envoyée à Constantinople négocier le mariage d’une des filles d’Alexis à l’un des fils de l’empereur Jean V Paléologue et à laquelle participait le megas logothetes, Georges Scholaris.  Outre l’empereur, l’ambassade rencontra successivement l’ancien empereur Jean VI Cantacuzène devenu moine, le podesta vénitien et Leonardo Montaldo, le capitaine de la place forte génoise de Galata.
On sait également qu’il avait au moins deux fils, tous deux décédés alors qu’il était à Constantinople : Constantin qui mourut noyé à l’âge de quinze ans et Romanos qui mourut de maladie à l’âge de dix-sept ans. Ces deux décès durent l’affecter profondément, car ce sont les seuls évènements de nature personnelle à être rapportés dans sa chronique.

## La Chronique

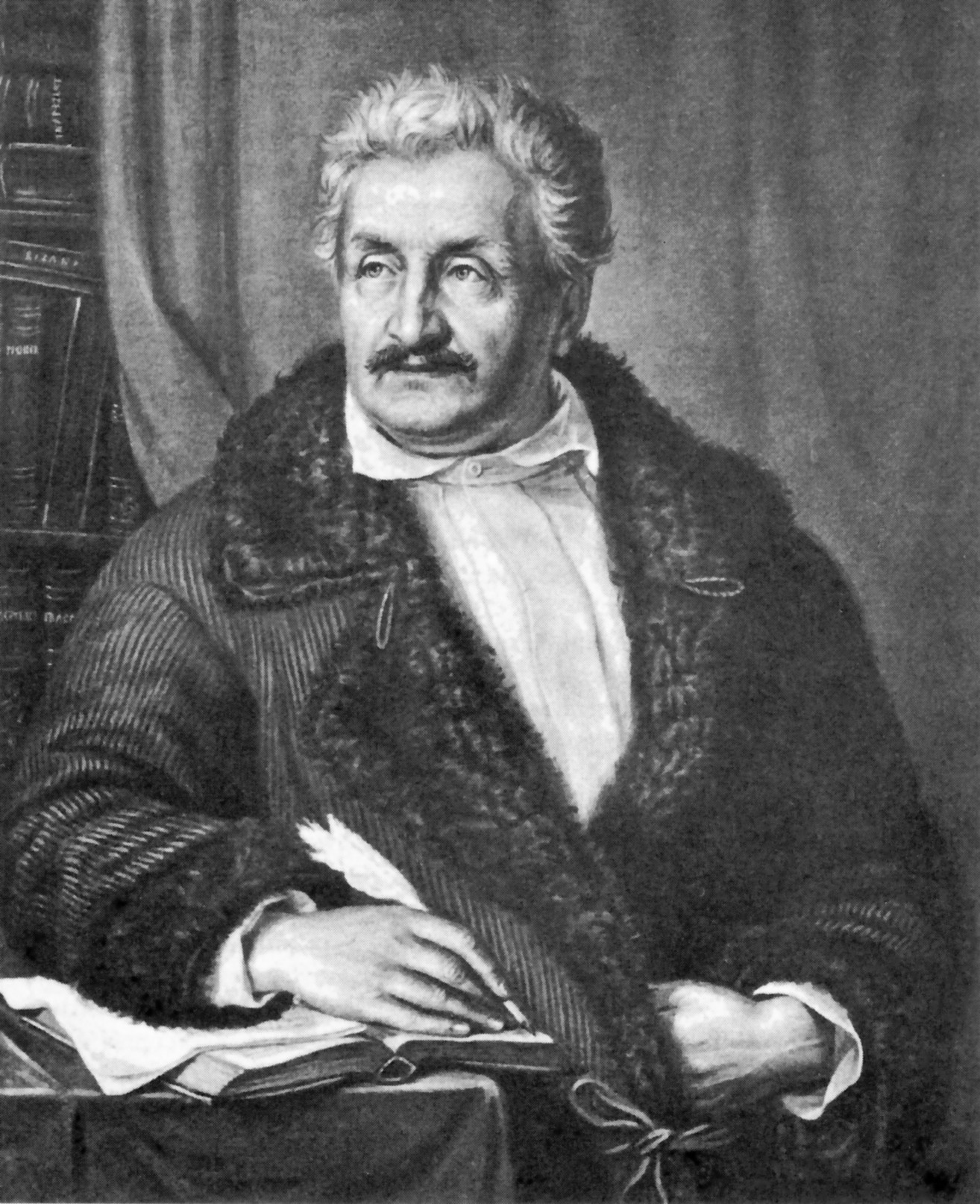
L’historien Jakob Philipp Fallmerayer qui redécouvrit la Chronique de Panaretos en 1844.

La Chronique est une œuvre brève ne couvrant qu’une vingtaine de pages imprimées; elle relate l’histoire de l’Empire de Trébizonde à partir de sa création en 1204. Dans la forme parvenue jusqu’à nous, au moins cinq entrées datées de 1395 à 1426 (ou 1429) doivent selon les experts être attribués à un ou plusieurs écrivains postérieurs. Un espace blanc d’une dizaine de lignes sépare la dernière entrée (qui a comme date « la même année ») des précédentes et porte à croire soit que le copiste selon Anthony Bryer "a été confronté à un texte effacé, ou simplement qu’il s'est cru obligé d’omettre un passage risquant de déplaire  aux lecteurs de la cour ». Toutefois, « le copiste n’a pas cherché à cacher cette omission". Il est possible, toujours selon Bryer, que cet espace blanc contenait au moins deux entrées faisant référence à l’assassinat de l’empereur Alexis IV Grand Comnène.
On ignore quelle(s) sources(s) Panateros aurait utilisée(s) pour son ouvrage et il n’y fait lui-même aucune allusion. Environ la moitié de sa chronique a trait à la période 1349 - 1390, alors qu’il devait être adulte et par conséquent, avoir une connaissance immédiate des faits. Des rencontres avec des contemporains plus âgés peuvent avoir été à la base des entrées précédant cette période. Fallmerayer pour sa part souligne que dans un passage de l’Enconium sur Trébizonde, Bessarion rapporte que l’un des murs du palais impérial était décoré des portraits de tous les Grands Comnène placés en ordre chronologique avec un bref résumé de leur règne. "Cette galerie des portraits dynastiques et ses inscriptions peut facilement avoir été utilisée par Panaretos comme toile de fond pour sa pré-chronique comme elle ne nécessitait que d’être recopiée". Panaretos utilise deux systèmes d’information chronologique pour les souverains allant jusqu’à Alexis III : le premier indique les dates de début et de fin de règne et le deuxième mentionne la durée de leur règne; cependant ces deux systèmes ne concordent pas nécessairement et portent à croire que Panaretos se serait servi d’au moins deux sources d’information.
Panaretos se distingue de la tradition des écrivains grecs de son époque en ce qu’il n’utilise pas le dialecte attique, mais plutôt le dialecte pontique, parlé normalement à Trébizonde. Il est à noter que tout au cours de sa chronique, Panaretos ne se réfère jamais à ses concitoyens comme à des « Grecs », terme utilisé normalement dans l’empire de l’époque, mais continue à se référer à des « Romaioi » ou alors à des chrétiens. Bien que la chronique s’arrête en 1426, le consensus chez les spécialistes est que les quatre dernières entrées doivent avoir été écrites par un contributeur anonyme.

## Importance historique
Selon le byzantiniste russe Alexander Alexandrovich Vasiliev, "Grâce à cette chronique terne mais historiquement fidèle, il est devenu jusqu’à un certain point possible de retracer de façon chronologique les principaux évènements de l’histoire de Trébizonde […] Elle nous fait également découvrir le nom de quelques empereurs qui, sinon, seraient restés inconnus". 

## Éditions
La seule copie que nous possédons de cette œuvre fait partie de la collection Marcianus graecus 608/coll. 306, l’un des six ouvrages contenus dans le manuscrit. Tous ont été transcrits par le même groupe de copistes et le filigrane fait croire qu’il a été produit entre 1440 et 1450, décade que Peter Schreiner croit être celle du manuscrit lui-même. Bien que le manuscrit aurait pu être légué de la bibliothèque personnelle de Bessarion à la Biblioteca Marciana, les recherches de Schreiner ont démontré qu’il avait appartenu à la fin du XVe siècle et donc du vivant de Bessarion, à Johannes Zacharias. Au cours du XVIIIe siècle le manuscrit devint la propriété de Giambattisti Reconti qui légua par testament sa bibliothèque à la Biblioteca le 12 novembre 1734.
Bien que la Chronique de Panaretos ait été découverte par Fallmerayer, c’est son collègue Gottlieb Tafel qui devait publier l’édition princeps en 1832 dans sa version grecque en appendice à son édition d’Eustathius de Thessalonique, mais sans traduction ou commentaire. Fallmerayer publia lui-même une édition du texte grec avec traduction en allemand et commentaires en 1844. La première édition critique scientifique de la Chronique fut l’œuvre de Spyrindon P. Lambros, universitaire grec en 1907. Une nouvelle édition fut publiée par Odysseus Lampsides en 1958. La plus récente édition avec traduction en anglais est celle de Scott Kennedy en 2019.